# Bonnie Blue (actriz)
Tia Emma Billinger (Broxtowe, Nottinghamshire; 14 de mayo de 1999), conocida profesionalmente como Bonnie Blue, es una actriz pornográfica y creadora de contenido de OnlyFans británica, originaria de Stapleford en Nottinghamshire. Después de diversificarse en la producción de contenido con estudiantes y hombres casados, hizo varias apariciones en pódcasts en 2024, lo que generó varias semanas de reacción negativa en Twitter; una aparición posterior en This Morning provocó 188 quejas a la autoridad reguladora y de competencia para la radiodifusión y telecomunicaciones del Reino Unido, Ofcom. Posteriormente se le prohibió ingresar a Australia y Fiyi por trabajar sin una visa adecuada. En enero de 2025, un anuncio de una empresa que decía ser una filial del casino en línea Stake y en el que aparecía Blue fue objeto de una carta al secretario de Estado de Cultura, Medios de Comunicación y Deporte.

## Biografía
Tia Emma Billinger nació en 1999 y creció en Stapleford en Nottinghamshire antes de mudarse a Australia en 2021. Antes de entrar en la industria del sexo, se había casado y trabajado en reclutamiento. En 2023, comenzó como modelo de cámara web antes de mudarse a OnlyFans después de ganar más dinero del esperado. Luego comenzó a ganar dinero filmándose a sí misma teniendo sexo con estudiantes de 18 y 19 años, ya que eran su público objetivo. Más tarde complementó sus ingresos por sexo con hombres casados después de que el padre de un estudiante se pusiera celoso, y luego comenzó a ganar dinero a través del sexo con profesores.
En 2024, visitó Cancún en marzo y luego la semana de estudiantes de último año en Australia y la semana de estudiantes de primer año en el Reino Unido. Para este último, publicó su dirección en línea y permitió que los hombres hicieran cola para tener sexo con ella sin costo alguno, siempre y cuando consintieran en ser filmados y usados en su contenido en línea. Realizó una gira Nottingham y Derby en septiembre y por Birmingham en octubre, cada una de ellas de una semana de duración. También en 2024, hizo varias apariciones en pódcasts, incluidos Dream On with Lottie Moss y Saving Grace con GK Barry. Los clips de sus apariciones, en las que afirmaba haberse acostado con «cientos» de estudiantes «apenas legales», se volvieron virales en línea y generaron una reacción significativa en Twitter durante varias semanas, con algunos cuestionando qué repercusiones podrían sufrir sus coprotagonistas y otros acusándola de manipulación. Algunos también argumentaron que filmar y distribuir pornografía amateur protagonizada por jóvenes de 18 y 19 años era una zona gris desde el punto de vista moral.
Más tarde, Blue declaró que aquellos que se quejan de la corta edad de sus coprotagonistas deberían alentar al gobierno del Reino Unido a aumentar la edad de consentimiento sexual del país y atribuyó la reacción de Saving Grace a la audiencia femenina del pódcast, lo que llevó a otros a acusarla de misoginia. Más tarde reiteró su postura sobre los hombres casados en The Kyle and Jackie O Show. Barry luego borró el episodio. En noviembre de 2024, Blue apareció en el programa diurno de ITV This Morning, en el que debatió contra Ashley James sobre la promoción de su contenido. La aparición de Blue en el programa provocó 188 quejas ante Ofcom. Más tarde, James escribió un artículo para Grazia en el que afirmaba que había debatido con Blue porque había encontrado que las entrevistas anteriores eran insuficientes porque las mujeres no la habían desafiado y los hombres solo lo habían hecho por motivos que ella consideraba patriarcales, como su número de parejas sexuales o la opinión de su padre. Claire Hubble, del i, escribió que la viralidad de Blue era un reflejo de la economía de la indignación y comparó su éxito con el de Katie Hopkins, mientras que la periodista Sophie Wilkinson la describió como «un engranaje de una máquina mucho más grande» y «quería saber quién la lastimó». Más tarde, en noviembre, tras haber sido expulsada de Australia por violar los términos de su visa de turista, filmó contenido en Fiyi con otro creador de OnlyFans, lo que llevó al ministro del gabinete del país Pio Tikoduadua a prohibirles a ambos ingresar al país por razones similares.
En enero de 2025, afirmó haber tenido relaciones sexuales con 1057 hombres en un día, lo que llevó a Gareth Roberts de The Spectator a compararla con Andrew Tate y afirmar que ambos fomentaban «malos comportamientos masculinos»; a Eli Cugini de Dazed a criticar a los tabloides por su cobertura tanto del montaje de Blue como del de Lily Phillips de acostarse con 100 hombres en un día; y a Katherine Ryan a declarar, en un episodio de su pódcast, que los hombres que hacían cola para ellas eran «perdedores». Wilkinson, esta vez escribiendo para Elle, escribió que tanto Blue como el movimiento 4B eran «respuestas muy publicitadas y extremas a nuestra cultura sexual» y que Blue había «dado a la hipersexualización una figura destacada», mientras que Olivia Petter de The Independent y Felicity Martin de Glamour posteriormente se preguntaron por qué Blue y Phillips estaban siendo avergonzadas pero no los hombres que hicieron cola para tener sexo con ellas y establecieron comparaciones con los hombres que hicieron cola para violar a Gisèle Pelicot. Martin también hizo comparaciones con «Lady Killers II» de G-Eazy y escribió que las comparaciones con Tate contribuyeron a «minimizar el abuso muy real y grave de las mujeres», mientras que Petter se preocupaba «por el panorama que su comportamiento crea para otras mujeres, particularmente las adolescentes». En el momento del informe de Martin, Blue y Phillips habían filmado un video abriendo la puerta de entrada a un gran grupo de hombres encapuchados.
Más tarde ese mes, The Daily Telegraph informó que Will Prochaska, de la Campaña para Acabar con los Anuncios de Juegos de Azar, había escrito a Lisa Nandy, la entonces secretario de Estado de Cultura, Medios de Comunicación y Deporte, exigiéndole que instruyera a la Gambling Commission para que actuara sobre un anuncio subido a Twitter en diciembre de 2024 por una empresa que afirmaba estar afiliada a la empresa de juegos de azar Stake; el video mostraba a Blue afirmando haber tenido relaciones sexuales con «jóvenes de 18 años apenas legales» en la Universidad de Nottingham y había sido eliminado en el momento del informe de The Daily Telegraph.

## Filmografía

### Televisión
| Año  | Título       | Notas                | Ref.   |
| ---- | ------------ | -------------------- | ------ |
| 2024 | This Morning | Invitado; 1 episodio | [ 15 ] |
| 2024 | GB News      | Invitado; 1 episodio | [ 26 ] |

### Pódcasts
| Año  | Título                    | Notas                | Ref.   |
| ---- | ------------------------- | -------------------- | ------ |
| 2024 | Holly Randall Unfiltered  | Invitada; 1 episodio | [ 27 ] |
| 2024 | Turned On                 | Invitada; 1 episodio | [ 28 ] |
| 2024 | Dream On with Lottie Moss | Invitada; 1 episodio | [ 29 ] |
| 2024 | The Big Biz Podcast       | Invitada; 1 episodio | [ 30 ] |
| 2024 | Saving Grace              | Invitada; 1 episodio | [ 31 ] |
| 2024 | The Dozen with Liam Tuffs | Invitada; 1 episodio | [ 32 ] |
| 2024 | Inside OnlyFans           | Invitada; 1 episodio | [ 33 ] |

### Películas pornográficas
| Año  | Título        | Compañía | Ref.   |
| ---- | ------------- | -------- | ------ |
| 2024 | Over the Edge | Brazzers | [ 34 ] |

## Premios y nominaciones
| Año  | Ceremonia   | Categoría                  | Resultado | Ref.   |
| ---- | ----------- | -------------------------- | --------- | ------ |
| 2025 | Premios XMA | Creadora femenina favorita | Nominada  | [ 35 ] |